# Municipio Aucapata
Das Municipio Aucapata liegt im Departamento La Paz im südamerikanischen Anden-Staat Bolivien. Hier liegt die aus präkolumbischer Zeit stammende archäologische Ruinenstätte Iskanwaya.

## Lage im Nahraum
Das Municipio Aucapata ist eines von drei Municipios der Provinz Muñecas und liegt im östlichen Teil der Provinz. Es grenzt im Norden und Westen an das Municipio Ayata und im Südosten und Nordosten an die Provinz Larecaja.
Das Municipio hat 48 Ortschaften (localidades). Der Verwaltungssitz des Municipios ist Aucapata mit 228 Einwohnern im südlichen Teil des Municipios, die größte Ortschaft ist Yánahuaya mit 863 Einwohnern. (Volkszählung 2012)

## Geographie
Das Municipio Aucapata liegt auf einer mittleren Höhe von 2500 m östlich des Titicacasees und ist Teil der Anden-Gebirgskette der Cordillera Central. Das Klima der Region ist ein typisches Tageszeitenklima, bei dem die Temperaturen im Tagesverlauf stärkere Unterschiede aufweisen als im Jahresverlauf.
Die mittlere Jahrestemperatur der Region liegt bei 16 °C, die Monatswerte schwanken zwischen knapp 14 °C im Juni/Juli und knapp über 17 °C von Oktober bis März (siehe Klimadiagramm Aucapata). Der Jahresniederschlag im langjährigen Mittel beträgt 800 mm, und während die Wintermonate Juni und Juli arid sind mit unter 10 mm Monatsniederschlag, erreichen die Sommermonate von Dezember bis März Werte von 100 bis 140 mm.

## Bevölkerung
Die Einwohnerzahl des Municipio Aucapata ist zwischen 1992 und 2024 um etwa zwei Drittel angestiegen:
| Jahr | Einwohner | Quelle       |
| ---- | --------- | ------------ |
| 1992 | 4075      | Volkszählung |
| 2001 | 4146      | Volkszählung |
| 2012 | 5380      | Volkszählung |
| 2024 | 6720      | Volkszählung |

Das Municipio hatte bei der letzten Volkszählung von 2024 eine Bevölkerungsdichte von 42,8 Einwohnern/km², die Lebenserwartung der Neugeborenen im Jahr 2001 lag bei 52,3 Jahren, die Säuglingssterblichkeit war von 6,8 Prozent (1992) auf 10,5 Prozent im Jahr 2001 gestiegen.
Der Alphabetisierungsgrad bei den über 19-Jährigen beträgt 53,0 Prozent, und zwar 72,2 Prozent bei Männern und 32,7 Prozent bei Frauen (2001).
44,2 Prozent der Bevölkerung sprechen Spanisch, 8,8 Prozent sprechen Aymara, und 87,8 Prozent Quechua. (2001)
95,7 Prozent der Bevölkerung haben keinen Zugang zu Elektrizität, 91,4 Prozent leben ohne sanitäre Einrichtung (2001).
47,1 Prozent der insgesamt 1.173 Haushalte besitzen ein Radio, 1,5 Prozent einen Fernseher, 3,6 Prozent ein Fahrrad, 0,3 Prozent ein Motorrad, 0,6 Prozent ein Auto, 0,6 Prozent einen Kühlschrank und 0,1 Prozent ein Telefon. (2001)

## Politik
Ergebnis der Regionalwahlen (concejales del municipio) vom 4. April 2010:
| Wahlberechtigte |  | Stimmen | gültig |  | MAS-IPSP | M.P.S. | FPV    | MSM    |
| --------------- |  | ------- | ------ |  | -------- | ------ | ------ | ------ |
| 1.882           |  | 1.636   | 1.186  |  | 482      | 367    | 174    | 163    |
|                 |  | 86,9 %  | 72,5 % |  | 40,6 %   | 30,9 % | 14,7 % | 13,7 % |

Ergebnis der Regionalwahlen (elecciones de autoridades políticas) vom 7. März 2021:
| Wahl- berechtigte |  | Wahl- beteiligung | gültige Stimmen |  | MAS-IPSP | J.A.LLALLA.L.P. | MTS     | PBCSP  | ASP    | FPV    | VENCEREMOS |
| ----------------- |  | ----------------- | --------------- |  | -------- | --------------- | ------- | ------ | ------ | ------ | ---------- |
| 2.976             |  | 2.631             | 1.839           |  | 720      | 648             | 203     | 70     | 49     | 40     | 29         |
|                   |  | 88,41 %           | 69,90 %         |  | 39,15 %  | 35,24 %         | 11,04 % | 3,81 % | 2,66 % | 2,18 % | 1,58 %     |

## Gliederung
Das Municipio untergliederte sich bei der letzten Volkszählung von 2012 in die folgenden beiden Kantone (cantones):
- 02-0503-01 Kanton Aucapata – 31 Ortschaften – 4.009 Einwohner (2001: 2.477 Einwohner)
- 02-0503-02 Kanton Pusillani – 17 Ortschaften – 1.371 Einwohner (2001: 1.669 Einwohner)

## Ortschaften im Municipio Aucapata
- Kanton Aucapata
  - Yánahuaya 863 Einw. – Rosario 483 Einw. – Apolo 2 269 Einw. – Aucapata 228 Einw.

- Kanton Pusillani
  - Pusillani 373 Einw.